# Arthur Wellesley, 5:e hertig av Wellington
Arthur Charles Wellesley, 5:e hertig av Wellington, född den 9 juni 1876, död den 11 december 1941, var en brittisk adelsman, son till Arthur Charles Wellesley, 4:e hertig av Wellington.
Wellington genomgick Eton mellan 1890 och 1895. Därefter studerade han vid Trinity College i Cambridge. Wellington gick in i grenadjärkåren och deltog i boerkriget 1900, och senare i Första världskriget. Han var även fredsdomare. 1934 ärvde han faderns hertigtitel.  
Wellington gifte sig 1909 med Lilian Maud Glen Coats, dotter till George Coats, 1:e baron Glentanar. De fick två barn: Anne Rhys, 7:e hertiginna av Ciudad Rodrigo (1910–1998) och kapten Henry Valerian George Wellesley, 6:e hertig av Wellington (1912–1943).